# Zębowice (gmina)
Pour les articles homonymes, voir Zębowice.
Zębowice est une gmina rurale du powiat de Olesno, Opole, dans le sud-ouest de la Pologne. Son siège est le village de Zębowice, qui se situe environ 14 km au sud d'Olesno et 32 km à l'est de la capitale régionale Opole.
La gmina couvre une superficie de 95,81 km2 pour une population de 4 090 habitants.

## Géographie
La gmina inclut les villages de Zębowice, Borowiany, Kadłub Wolny, Knieja, Kosice, Łąka, Nowa Wieś, Osiecko, Poczołków, Prusków, Radawie, Radawka et, Siedliska
La gmina borde les gminy de Dobrodzień, Lasowice Wielkie, Olesno, Ozimek et Turawa.